# Dromomeron
Il dromomero (gen. Dromomeron) è un rettile arcosauro estinto, forse imparentato con gli pterosauri. Visse nel Triassico superiore (Norico, 220 - 210 milioni di anni fa) in Nordamerica. 

## Descrizione
Di piccole dimensioni (era lungo meno di un metro), questo arcosauro era dotato di lunghe zampe posteriori e di un grosso capo, armato di denti aguzzi. Le caratteristiche scheletriche di Dromomeron erano molto simili a quelle dei dinosauri, in particolare il femore e il bacino. 

## Specie
Sono note due specie di Dromomeron: D. romeri e D. gregorii. La prima, descritta nel 2007, è basata su un femore rinvenuto in una cava del Nuovo Messico nella quale sono stati rinvenuti anche resti di un animale simile a Silesaurus, il dinosauro primitivo Chindesaurus e un dinosauro teropode simile a Coelophysis. Questa diversità di dinosauromorfi dimostrerebbe che i primi dinosauri coesistettero, almeno per un certo periodo, con i loro cugini più primitivi. Altri resti di D. romeri includono uno scheletro parziale rinvenuto successivamente. L'altra specie, D. gregorii, è stata descritta nel 2009 ed è basata su alcune ossa delle zampe rinvenute in Texas e Arizona, in strati più recenti rispetto alla specie originale.

## Classificazione
Il dromomero è considerato un appartenente ai dinosauromorfi, un gruppo di piccoli rettili arcosauri dai quali si pensa si siano originati i dinosauri. In particolare, Dromomeron potrebbe essere strettamente imparentato con Lagerpeton, un piccolo dinosauromorfo del Triassico medio dell'Argentina.